# Азиатский страус
Азиа́тский стра́ус (лат. Struthio asiaticus) — вид бескилевых нелетающих птиц, вымерший представитель семейства страусовых (Struthinodae). Его ископаемые остатки найдены в отложениях: миоцена Украины, плиоцена Марокко, плейстоцена Туркменистана и других.

## Распространение

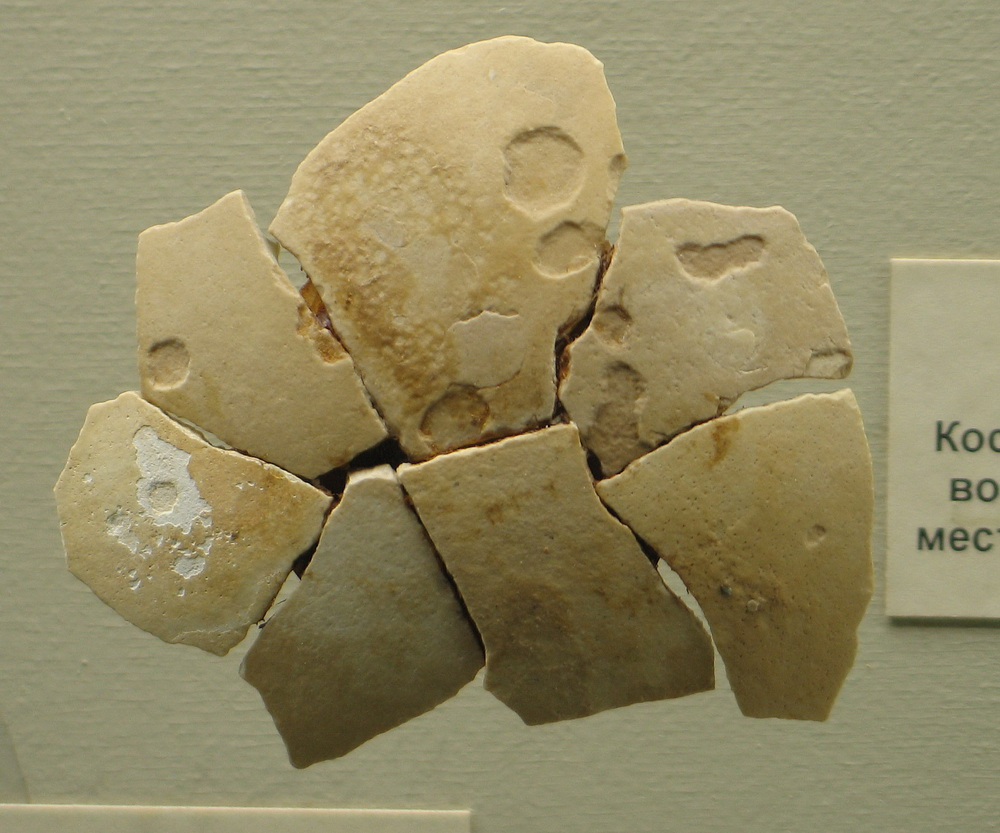
Скорлупа яиц азиатского страуса

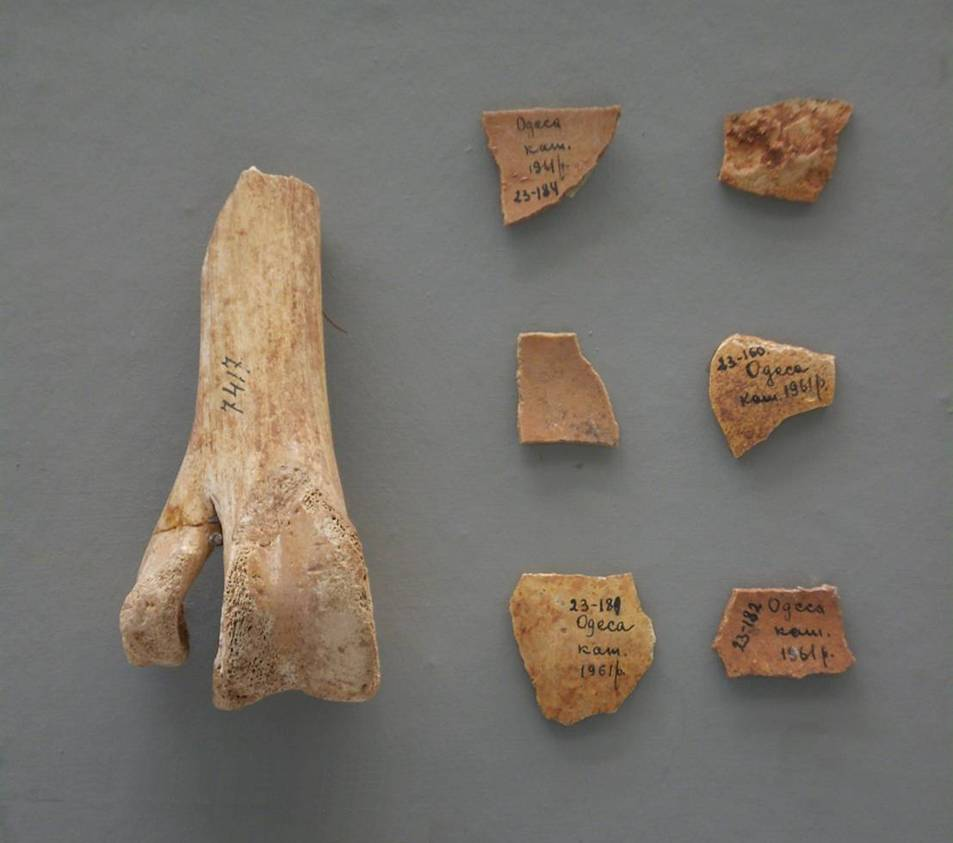
Кости азиатского страуса

Двупалый азиатский страус сформировался, вероятно, в открытых ландшафтах Центральной Азии (Монголия, Северный Китай), где обитал с позднего миоцена. После вымирания на большей части Азиатского континента ещё долго сохранялся во внутренних районах Центральной Азии, о чем свидетельствуют петроглифы, а также исторические хроники и рисунки на вазах.
Страус азиатский неоднократно проникал в Забайкалье. Скорлупа яиц обнаружена на ряде палеонтологических местонахождений и поселений древнего человека. Известны отдельные случаи находок кладок, например, в районе Еравнинских озёр. Впервые скорлупа яиц страуса обнаружена зоологом А. Я. Тугариновым в коллекциях археологических материалов, собранных с 1927 года археологом Г. П. Сосновским и директором Троицкосавского музея П. С. Михно с поверхности песчаных выдувов по рекам Селенга, Чикой, Джида на месте древних поселений с разрушенным культурным слоем (слоями). Скорлупа, отдельные фрагменты которой были обработаны, обнаружена с каменными орудиями палеолитического облика и костями вымерших млекопитающих — мамонта, шерстистого носорога, зубра.
В 1954, 1956 годах фрагменты скорлупы обнаружены Л. Н. Иваньевым на Тологойском палеонтологическом местонахождении в двух горизонтах, залегающих на глубине 10—12 и 24—26 м от поверхности террасы. Фауна нижнего горизонта, датируемого неогеном, представлена трёхпалой лошадью, гиеной, тигром, винторогой антилопой, носорогом, быком, оленем.
Возрастом 510 тыс. лет датируются скорлупа страусиных яиц, найденная вместе с кремнёвыми орудиями труда, костями носорогов и бизонов на семи стоянках на склонах горных хребтов Каратау (Казахстан).
Украшения из скорлупы страусиных яиц были обнаружены в Денисовой пещере на Алтае, обитаемой 40—50 тыс. лет назад.
В 1980—1990-х годах скорлупа яиц страуса обнаружена в ходе археологических раскопок ряда стратифицированных многослойных поселений — Сухотино-4 (нижние горизонты), Студеное-2, Усть-Кяхта-17. На поселении Студеное-2 на реке Чикой скорлупа выявлена в остатках древних жилищ в культурных горизонтах ⅘ и 5, залегающих в средней части аллювиальных отложений 2-й надпойменной террасы. Исходя из геологических условий залегания и серии радиоуглеродных дат, полученных по углю и кости, культурные горизонты датируются серединой сартанского оледенения — 16—18 тыс. лет назад. Скорлупа служила в качестве поделочного материала, из неё изготавливались бусины. Вопрос о времени существования азиатского страуса на территории Забайкалья остаётся открытым.